# Église Saint-Éloi de Pœuilly
L'église Saint-Éloi de  Pœuilly est située dans le centre du village de Pœuilly, dans l'est du département de la Somme.

## Historique
L'église précédente avait été construite en 1830. Détruite pendant la Première Guerre mondiale, elle a été rebâtie durant l'entre-deux-guerres par l'entrepreneur Mario Mazzarotto sur les plans de l'architecte Claude-Antoine Dory.

## Caractéristiques

### Extérieur
L'édifice est construit en brique et pierre. L'église proprement dite est précédée par une massive tour-clocher dont la façade est en pierre. Percé d'un porche surmonté d'une grande rosace incluant une croix, il se termine par un toit en flèche couverte d'ardoises. La tourelle d'escalier qui flanque le clocher côté sud, est plate au sommet. La nef est légèrement plus élevée et plus large que le chœur. Le mur extérieur de la nef est décoré dans sa partie supérieure d'un motif en damier obtenu par l'assemblage de trois briques

### Intérieur
Le mobilier intérieur a été dessiné en 1926 par Charles-Antoine Dory, architecte de l'église. Le maître-autel, l'ambon et le meuble de sacristie furent réalisés par l'atelier lillois Buisine, en 1930. La clôture de chœur, le garde-corps de la tribune et les peintures de la porte principale furent l'œuvre, en 1932, d'A. Millet, serrurier-mécanicien à Poeuilly. Les verrières furent réalisées par l'atelier amiénois de Daniel Darquet, en 1926.
Le vitrail du bas-côté nord, représente la Vierge de Lourdes. Celui de la nef, représentant le Sacré Cœur, fut donné par Émile Laleux (1860-1924), maire de Pœuilly, il est représenté en médaillon sur le vitrail.
L'église de Pœuilly conserve une cuve baptismale du XIIe siècle.

## Photos

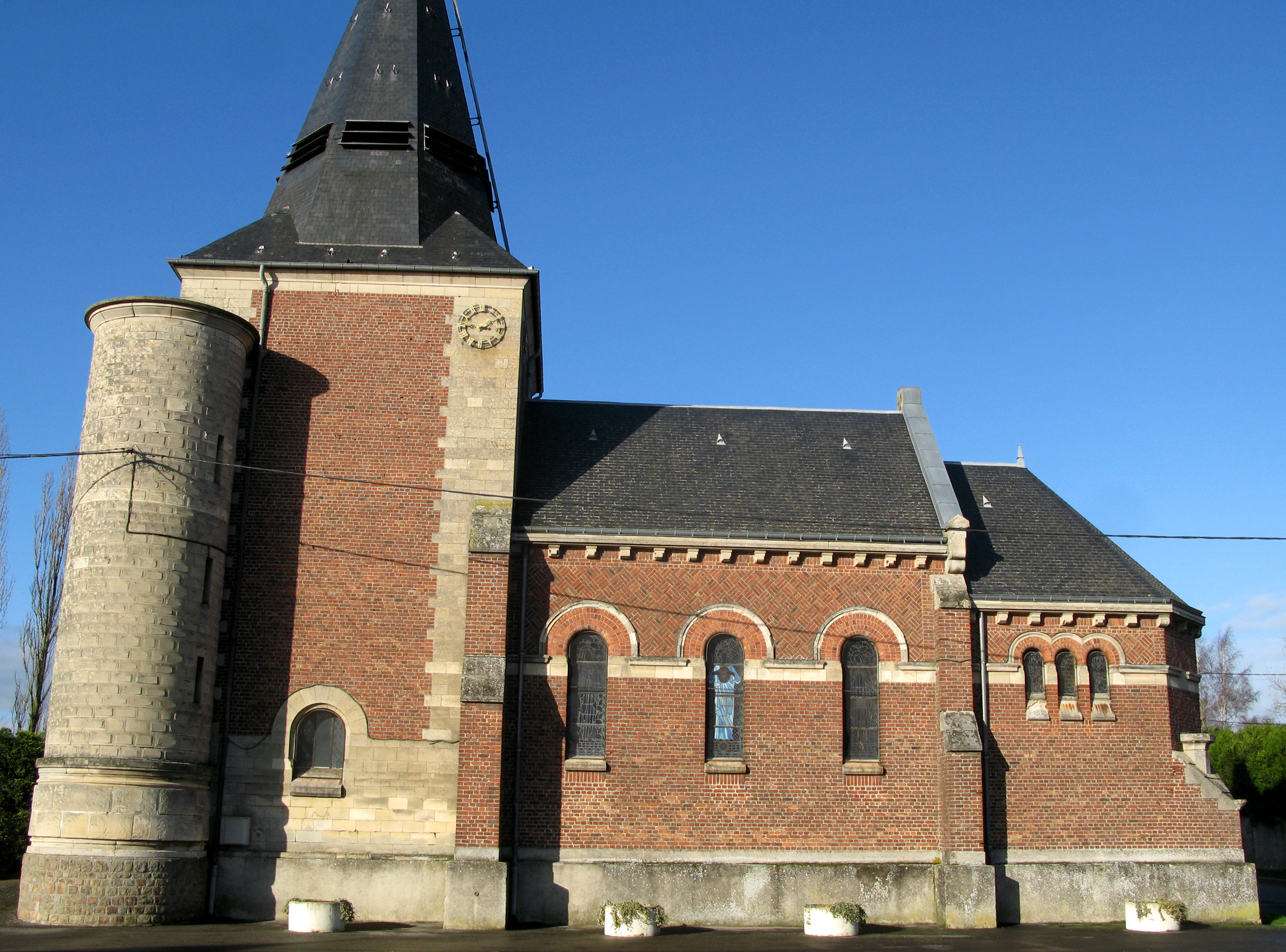
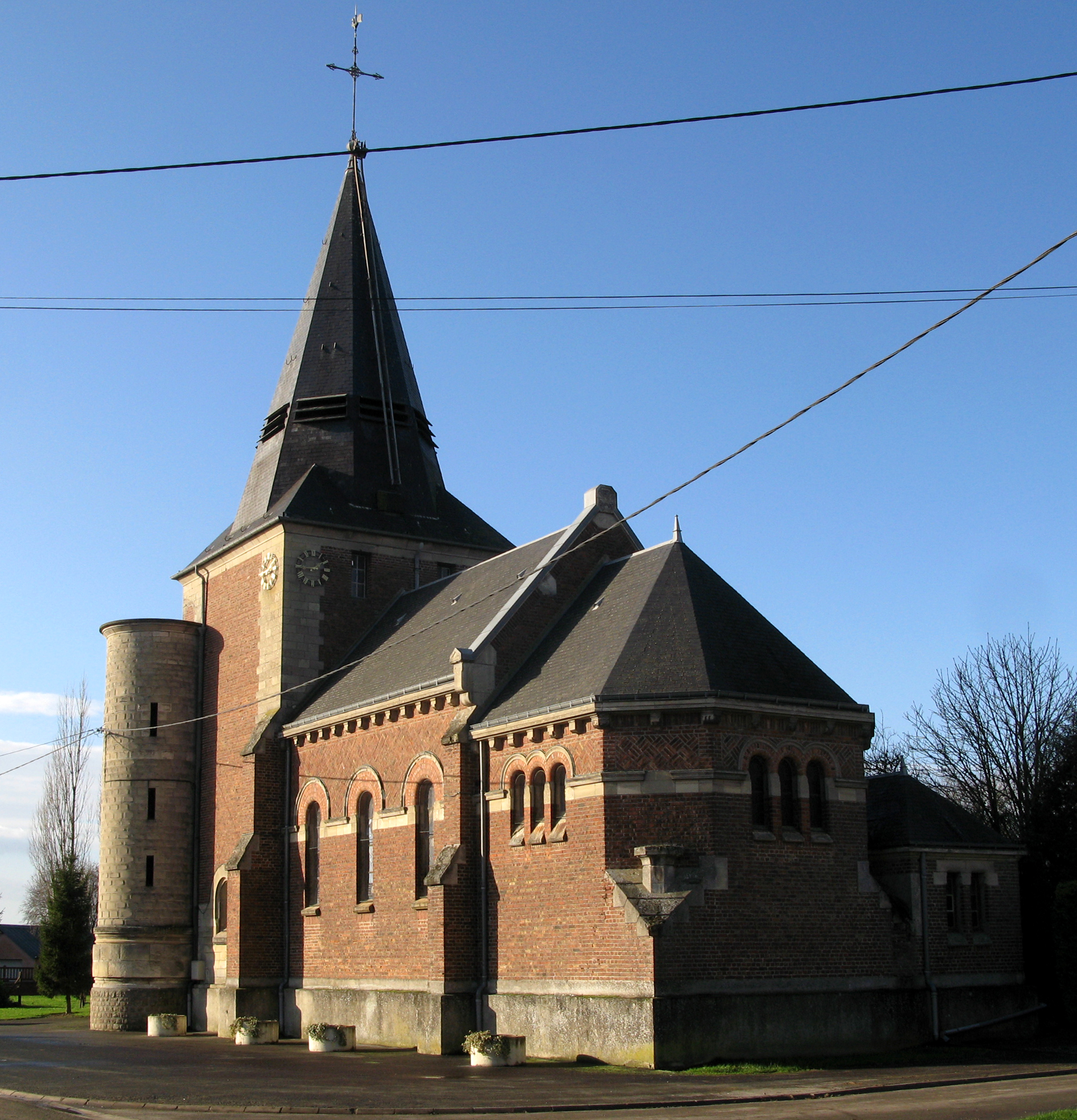
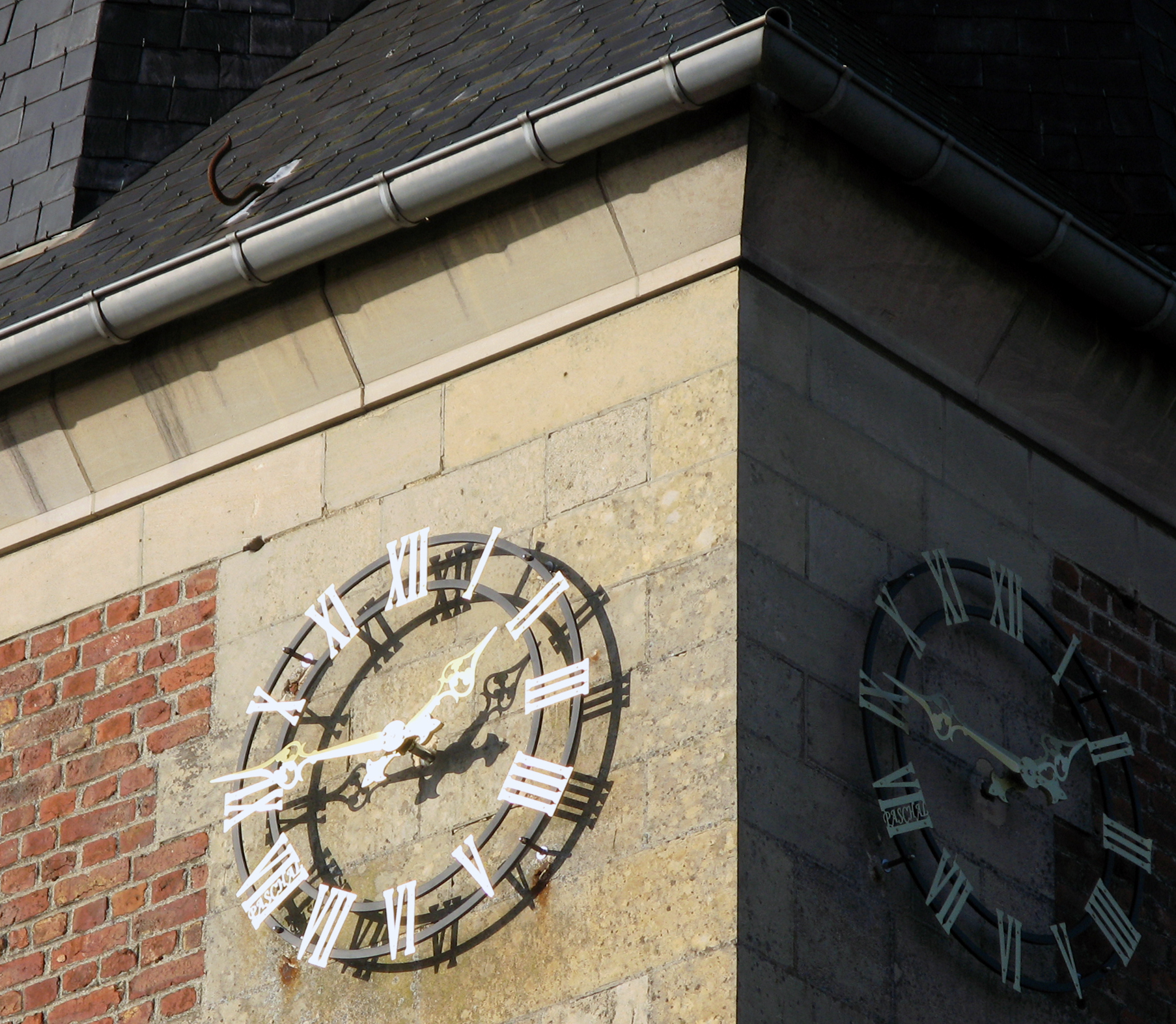
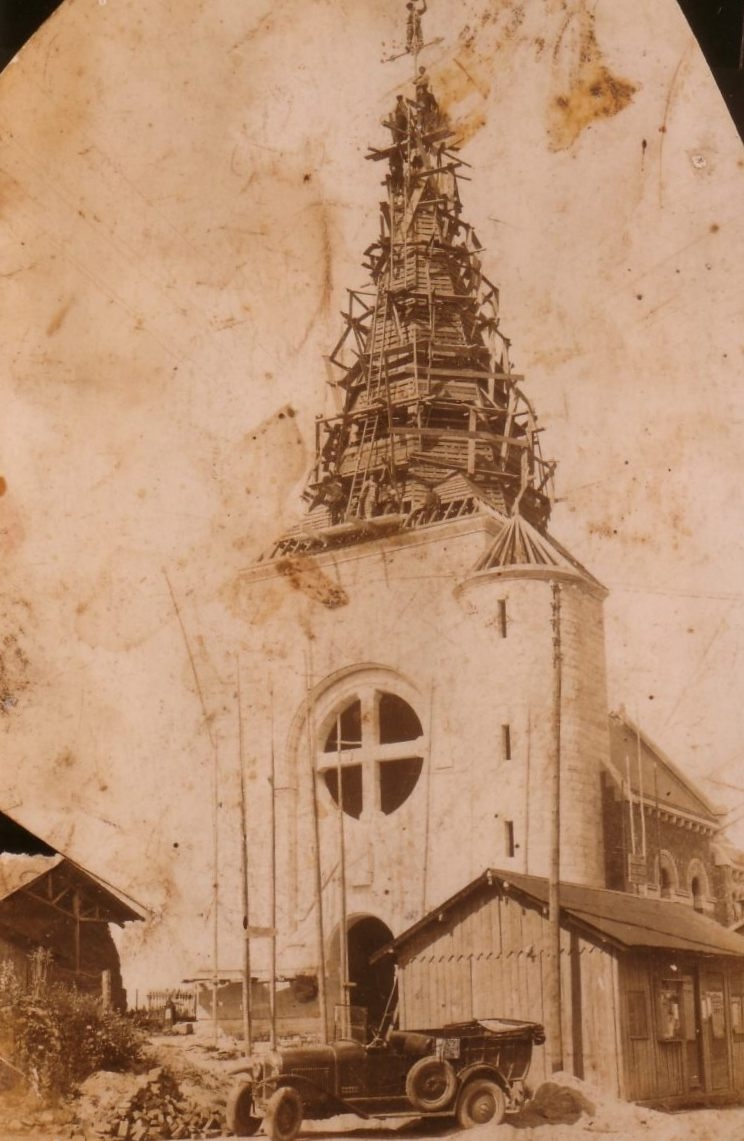
L'église en reconstruction vers 1925.